# Ehrharta erecta
Ehrharta erecta là một loài thực vật có hoa trong họ Hòa thảo. Loài này được Lam. mô tả khoa học đầu tiên năm 1786.

## Hình ảnh

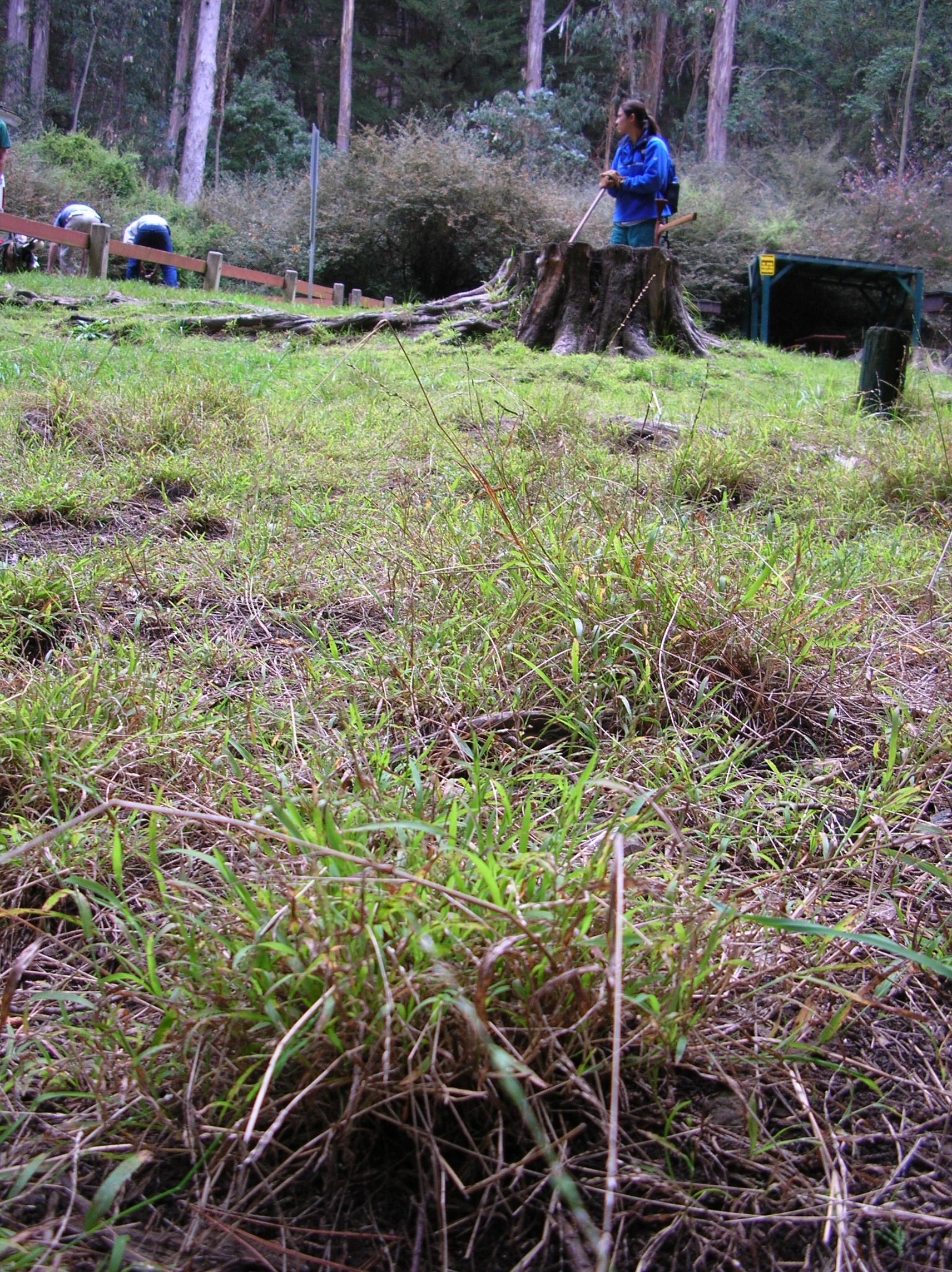
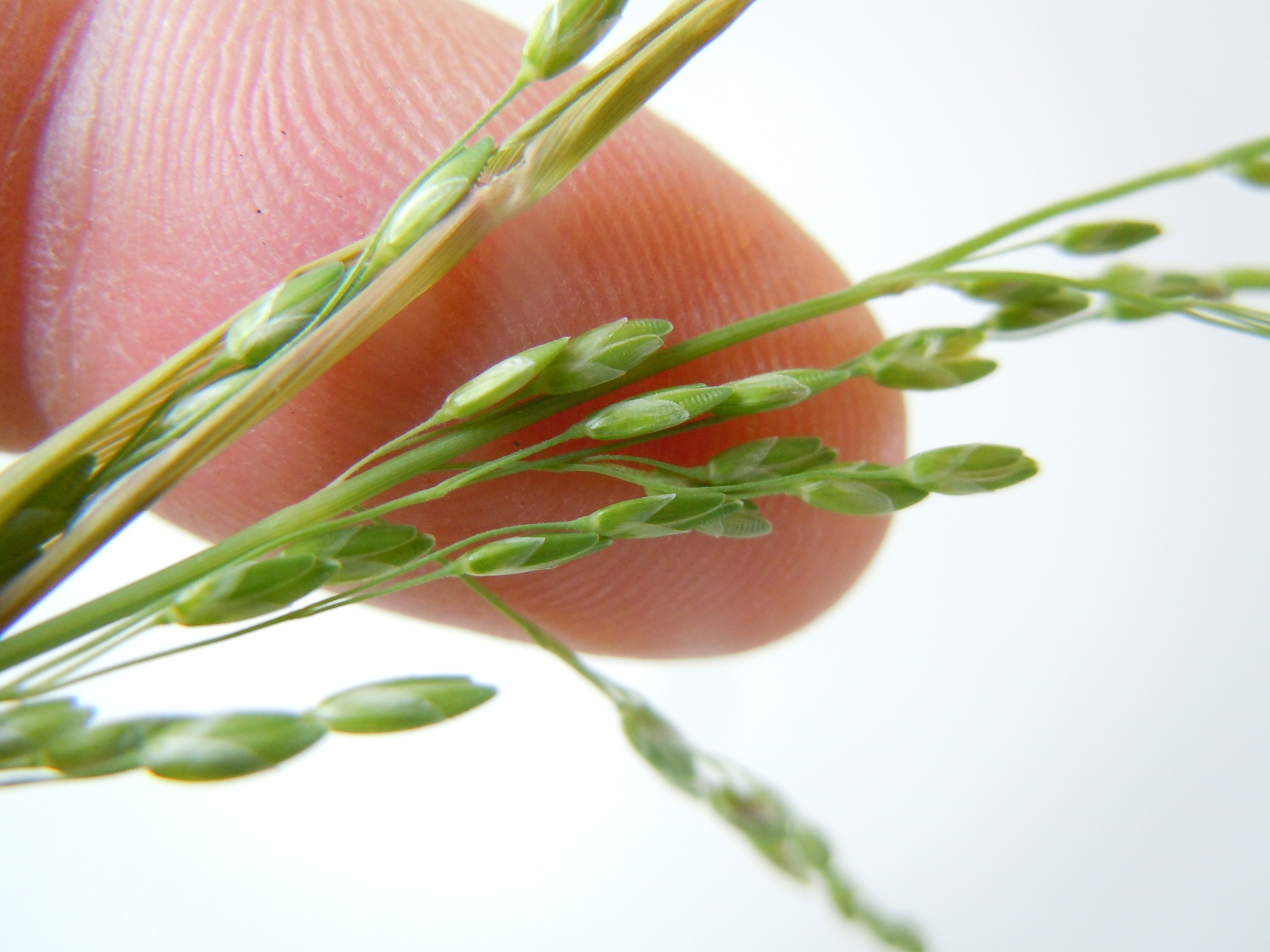
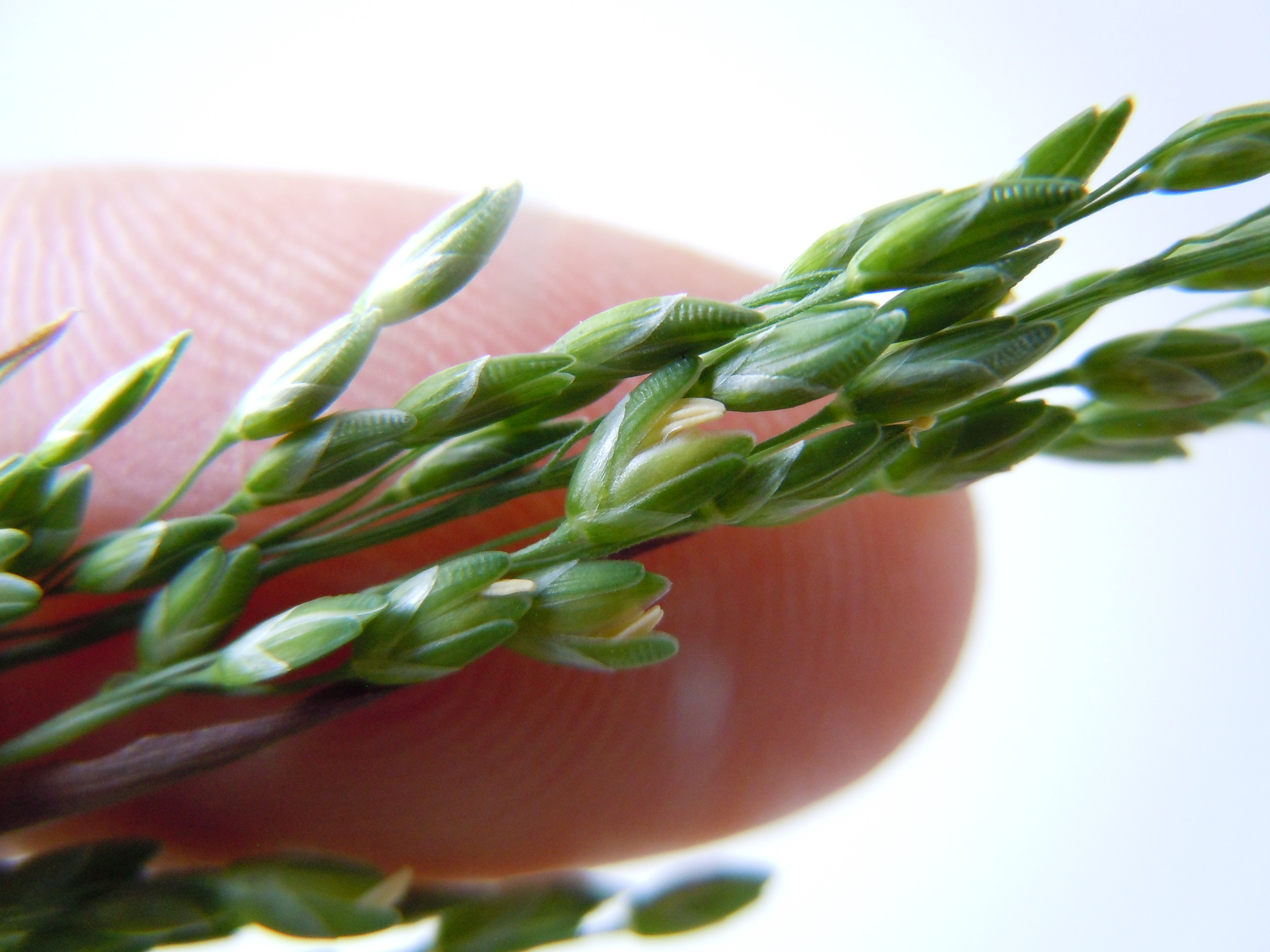
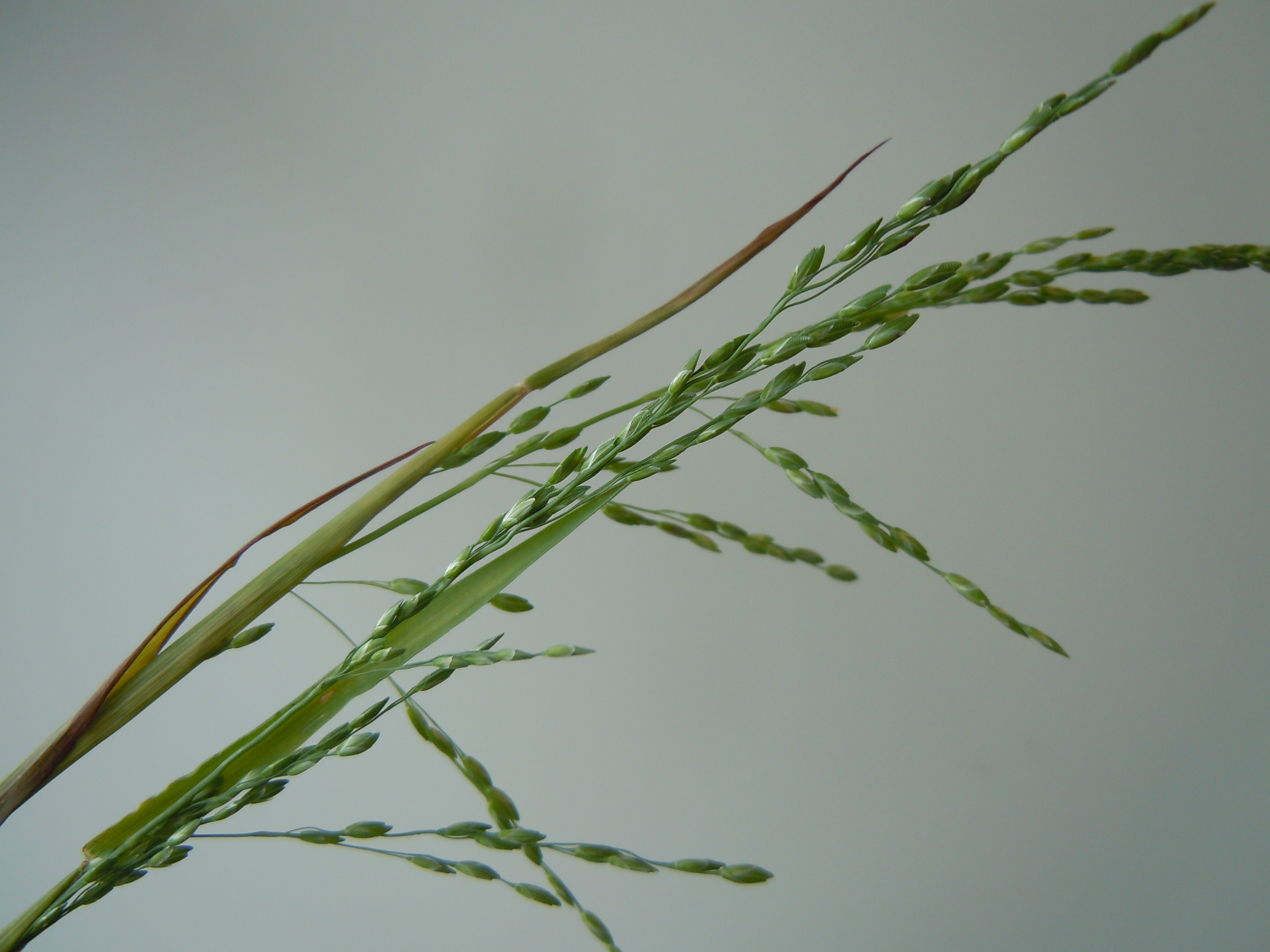